# Álvaro Navarro
Álvaro Navarro, vollständiger Name Álvaro Damián Navarro Bica, (* 28. Januar 1985 in Tacuarembó) ist ein uruguayischer ehemaliger Fußballspieler.

## Karriere

### Verein
Der 1,86 Meter große Offensivakteur Navarro gehörte zu Beginn seiner Karriere von der Apertura 2003 bis Mitte Januar 2010 dem Kader des Erstligisten Defensor Sporting an. In der Saison 2007/08 gewann sein Arbeitgeber die uruguayische Meisterschaft. In der Spielzeit 2008/09 erzielte er zwölf Tore in der Primera División und steuerte zudem einen Treffer bei fünf Einsätzen in der Copa Libertadores bei. Für die nachfolgende Saison 2009/10 stehen elf Erstligabegegnungen mit seiner Beteiligung und drei Tore für Navarro zu Buche. Ende Januar 2010 wechselte er nach Argentinien zu Gimnasia y Esgrima La Plata. Dort bestritt er 14 Partien (zwei Tore) in der Primera División. Mitte Januar 2011 schloss er sich dem Ligakonkurrenten CD Godoy Cruz an. Bis zu seiner Rückkehr zu Defensor Mitte August 2012 absolvierte er für den Klub aus Mendoza 38 Erstligaspiele (acht Tore), sieben Partien (kein Tor) in der Copa Libertadores und drei Begegnungen (ein Tor) in der Copa Sudamericana. Bei seiner zweiten Station beim Verein aus Montevideo stehen für ihn acht Erstligaeinsätze (ein Tor) zu Buche. Im Februar 2013 wurde er seitens Defensor an den chilenischen Klub CD Cobresal ausgeliehen. 48-mal lief er dort in der Primera División auf und schoss elf Tore. Anfang Juli 2014 wechselte er zu CD Olmedo. Bei den Ecuadorianern wurde er in 22 Erstligaspielen (sieben Tore) eingesetzt. 2015 erzielte er in der Primera B elf Treffer. Im Juli 2015 schloss er sich auf Leihbasis dem brasilianischen Zweitligisten Botafogo Rio de Janeiro an. Nach neun Toren in 15 Ligaeinsätzen wechselte er im Dezember 2015 nach Mexiko zum Puebla FC. Nach zwei Jahren in Mexiko kehrte er zu seinem Debütverein Defensor Sporting Club und ließ dort seine Karriere ausklingen.

### Nationalmannschaft
Navarro war Spieler der uruguayischen U-20-Nationalmannschaft. Während dieser Karrierephase überstand er eine Krebserkrankung im Halsbereich.

## Erfolge
- Uruguayischer Meister: 2007/08